# Камілло Кандіані
Камілло Кандіані (італ. Camillo Candiani, 11 жовтня 1841, Олівола - 9 лютого 1919, Олівола) - італійський адмірал та політик.

## Біографія
Камілло Кандіані народився 11 жовтня 1841 року у місті Олівола (провінція Алессандрія). Протягом 1856-1860 років навчався у Військово-морській школі в Генуї, яку закінчив у званні гардемарина. У званні лейтенанта здійснив кругосвітній похід на борту корвета «Маджента», яким командував капітан I рангу Вітторіо Арміньйон. 
Отримавши звання капітана III рангу, протягом 1879-1881 років на борту корвета «Веттор Пізані», яким командував капітан I рангу Томмазо ді Савоя, здійснив похід на Далекий Схід, відвідавши при цьому порти Китаю, Японії та Кореї.
У 1881 році отримав звання капітана II рангу, у 1888 році - капітана I рангу.
Протягом 1886-1889 років був військово-морським аташе у Лондоні. Після повернення до Італії командував новозбудованим крейсером «П'ємонте».
Надалі Камілло Кандіані командував броненосцем «Кайо Дуіліо», потім лінкором «Сарденья».
У 1895 році отримав звання контрадмірала. Командував ескадрою, яка протягом 1898-1899 років здійснила похід до берегів Південної Америки (флагманський корабель - крейсер «Карло Альберто»).
Протягом 1900-1901 років Камілло Кандіані командував італійською ескадрою (флагманський корабель - крейсер «Веттор Пізані»), Яка у складі Альянсу восьми держав взяв участь у придушенні Боксерського повстання. Після закінчення місії за важливі військові та дипломатичні здобутки Камілло Кандіані був нагороджений Савойським військовим орденом.
Після повернення в Італію командував Арсеналом у Ла-Спеції. У 1902 році вийшов у запас у зв'язку з досягненням граничного віку служби. Був призначений сенатором Італійського королівства. У 1906 році отримав звання віцеадмірала у запасі. У 1910 році остаточно залишив військову службу.
Помер 9 лютого 1919 року в Оліволі.

## Нагороди

### Італійські
- Кавалер Ордена Святих Маврикія та Лазаря
- Офіцер Ордена Святих Маврикія та Лазаря
- Командор Ордена Святих Маврикія та Лазаря
- Великий офіцер Ордена Святих Маврикія та Лазаря
- Великий офіцер Ордена Корони Італії
- Офіцер Савойського військового ордена
- Медаль «За китайську кампанію»
- Золотий хрест за вислугу років

### Іноземні
- Кавалер Верховного ордена Христа (Португалія)